# Grassi Lakes
Grassi Lakes är sjöar i Kanada.   De ligger i provinsen Alberta, i den centrala delen av landet, 3 000 km väster om huvudstaden Ottawa. Grassi Lakes ligger 1 929 meter över havet.
I omgivningarna runt Grassi Lakes växer i huvudsak barrskog. Runt Grassi Lakes är det ganska tätbefolkat, med 124 invånare per kvadratkilometer.